# Адамс, Сэм (орегонский политик)
Сэм Адамс (англ. Sam Adams, родился 3 сентября 1963 года, Уайтхолла, Монтана, США) — американский политик, мэр Портленда (штат Орегон), первый открытый гей — мэр крупного американского города.

## Биография
Родился 3 сентября 1963 года, Уайтхолла, Монтана, США, в семье учителя. Вскоре родители переехали в Юджин (Орегон), где развелись. Сэм Адамс остался жить с матерью, живя на государственные пособия. Его мать не могла найти работу, в связи с чем поехала в Портленд (Орегон). Адамс остался в Юджине и жил самостоятельно на протяжении большей части школьных лет, закончил Южную высшую школу Евгения, а затем — Университет Орегона.
Адамс начал свою политическую карьеру в 1986 году в Демократической партии, занимаясь предвыборными кампаниями её кандидатов. В 2004 году он выиграл выборы в Городской совет Портленда. Занимался вопросами коммунальных услуг, малого бизнеса, транспорта, культуры и искусства, экологии. Один из его успешных проектов — Портландский воздушный трамвай.
В октябре 2007 года Адамс объявил о своём намерении баллотироваться в мэры Портланда. Он победил на первичных выборах, набрав 58 % голосов. Адамс стал первым открытым гей-мэром крупного города США с населением около 570 тысяч (и более 2 миллионов вместе с агломерацией), что в три раза больше населения Провиденса, следующего по величине города США с открытым гей-мэром Дэвидом Чичиллине. Во время предвыборной кампании разразился скандал в связи с интимными отношениями Адамса и молодого человека, который на момент их встреч не достиг возраста согласия, однако это не помешало кандидату выиграть выборы.